# Crisi ipertensiva
Con crisi ipertensiva (o ipertensione maligna) si intende la presenza, parossistica o continuativa, di valori di pressione arteriosa particolarmente elevati (oltre i 180 mmHg di pressione sistolica e/o oltre 120 mmHg di pressione diastolica); un'ipertensione così marcata può portare a complicazioni di vario genere. Le crisi ipertensive possono essere asintomatiche, ma è frequente il riscontro di emicrania (di cui soffre periodicamente il 22% delle persone soggette a crisi ipertensive) e di vertigini. Altri sintomi che possono accompagnare una crisi ipertensiva sono disabilità visiva parziale dovuta alla retinopatia ipertensiva, dispnea causata da uno scompenso cardiaco acuto e malessere generale dovuto, in alcuni casi, ad un'insufficienza renale acuta causata dall'ipertensione.
La maggior parte delle persone che soffrono di queste crisi hanno una storia di ipertensione di base, ma determinati stimoli (psicogeni o di altro genere) possono indurre ulteriori innalzamenti parossistici della pressione arteriosa. In casi molto rari le crisi ipertensive possono avere un'eziologia neoplastica, come nel caso del feocromocitoma, un tumore neuroendocrino che, provocando un innalzamento dei livelli di catecolamine, può indurre un forte aumento della pressione arteriosa.

## Clinica
Si parla di "emergenza ipertensiva" quando c'è evidenza di un danno d'organo, singolo o multiplo, imputabile ad uno stato ipertensivo con una pressione sistolica pari o superiore ai 180 mmHg e/o a una pressione diastolica pari o superiore ai 120 mmHg. Tali danni possono consistere in un'encefalopatia ipertensiva dovuta a un transitorio aumento del volume del cervello, che può causare cefalea e alterazioni dello stato di coscienza, con confusione o sonnolenza. Possono verificarsi anche papilledema e sanguinamenti del fundus oculi; anche la fuoriuscita di essudato a livello retinico, per extravasazione a livello dell'endotelio, può essere un segno clinico di un danno organico da crisi ipertensiva. Un eventuale dolore anginoso può derivare dal danneggiamento del miocardio (che può degenerare in una patologia infartuale) e, in alcuni casi, può essere il segnale di una dissezione aortica provocata dallo stato di ipertensione severa. Dispnea, tosse, emottisi ed emoftoe sono segni caratteristici (ma non patognomonici) dell'edema polmonare dovuto all'insufficienza cardiaca congestizia, con scompenso in particolare a livello del ventricolo sinistro, il quale, diminuendo il proprio volume di eiezione, non riesce a pompare nella grande circolazione sufficienti quantità di sangue in arrivo dai polmoni. Possono inoltre verificarsi un rapido deterioramento della funzionalità renale, con insufficienza renale acuta, ed anemia emolitica microangiopatica, dovuta alla distruzione patologica dei globuli rossi.
In questa situazione emergenziale è fondamentale intervenire per abbassare rapidamente i livelli di pressione arteriosa, in modo da arrestare la progressione dei danni organici. Peraltro, nel caso in cui i danni d'organo connessi alla crisi ipertensiva non siano dimostrati (si parla in questo caso di "urgenza ipertensiva" e non più di emergenza), è sconsigliato attuare una terapia antipertensiva troppo aggressiva, in quanto un abbassamento pressorio troppo repentino espone a complicazioni di vario genere. In questi casi, la cura della crisi deve essere effettuata somministrando farmaci antipertensivi per via orale e l'abbassamento graduale della pressione dovrebbe avvenire nell'arco di 24-48 ore dall'inizio della terapia.